# Перегінний тунель
Перегінний тунель — горизонтальна/похила підземна споруда, що з'єднує станції метрополітену і призначена для руху поїздів.

## Способи будівництва
Способи будівництва перегінних тунелів метрополітену аналогічні способам будівництва інших підземних споруд. В основному, виділяють два способи будівництва — закритий і відкритий.

### Закритий спосіб
Закритий спосіб будівництва застосовується для ліній глибокого закладення, коли цього вимагають гідрогеологічні умови, або ж у тих випадках, коли необхідно зберегти міську забудову. Використовується для будівництва тунелів глибокого (> 20 м) і мілкого закладення.
У таких роботах частіше всього використовують метод щитової проходки, коли за допомогою прохідницького щита проводиться розробка грунту на повний переріз, а потім встановлюється оброблення тунелю.
Цей спосіб роботи вважається найбільш частим для використання через повсюдне будівництво перегінних тунелів в місцях, де знаходиться міська забудова високої щільності, через що будівництво відкритим способом є неможливим. Ще однією особливістю, яка спричинює таку розповсюдженість закритого способу будівництва тунелів — складні гідрогеологічні умови на місці будівництва метрополітену.

### Відкритий спосіб
У всіх інших випадках використовується відкритий спосіб будівництва перегінних тунелів. Цей спосіб у своїй більшості випадків вважається більш дешевим і простим способом будівництва. Важливою особливістю цього підходу є те, що при його використанні необхідне перекладання інфраструктури, яка знаходиться над тунелем, а також використання більшої території для будівництва.

### Змішаний спосіб
У країнах колишнього СРСР зустрічається також і змішаний спосіб будівництва, коли сам тунель будують закритим способом, а підхід до станції — відкритим. Цей спосіб часто вбирає в себе більшість переваг закритого і відкритого способів будівництва, але, не дивлячись на це, така робота є найбільш трудомісткою. Ця обставина почасти є причиною того, чому цей підхід до будівництва тунелів зустрічається досить рідко.

## Найбільш довгі перегінні тунелі
- 3-тя лінія метрополітену Гуанчжоу — найдовша дистанція колії метрополітену в світі. Її протяжність складає 68,53 км (станом на червень 2020 року)[3].
- 2-а лінія Уханського метрополітену — з 2012 по 2019 рік була найдовшою дистанцією колії метрополітену в світі. Протяжність лінії складає 60 км[4].
- 10-а лінія Пекінського метрополітену — найдовша дистанція колії кільцевої лінії метрополітену в світі. Її протяжність складає 57,1 км[5].
- 6-а лінія Пекінського метрополітену — найдовша дистанція колії швидкісної лінії метрополітену в світі. Протяжність лінії складає 53,4 км[6].
- 5-а лінія Сеульського метрополітену — з 1995 по 1996 рік була найдовшою дистанцією колії метрополітену в світі. Протяжність лінії складає 52,3 км.